# Meslan
Meslan (en bretó Mêlann) és un municipi francès, situat a la regió de Bretanya, al departament d'Ar Mor-Bihan. L'any 2006 tenia 1.242 habitants. Limita amb els municipis de Le Faouët, Lanvénégen, Querrien, Guilligomarc'h, Berné i Priziac.

## Administració
| Període | Identitat   | Partit |
| ------- | ----------- | ------ |
| 2001-   | Ange Le Lan |        |